# أليكس كودلين
أليكس كودلين (بالإنجليزية: Alex Cudlin)‏ مواليد 8 أغسطس 1986 في نيوساوث ويلز، أستراليا، هو متسابق دراجات نارية أسترالي. نافس في بطولة العالم للسوبرسبورت.

## وصلات خارجية
- الموقع الإلكتروني